# Athemellus minuscula
Athemellus minuscula là một loài bọ cánh cứng trong họ Cantharidae. Loài này được Barovsky miêu tả khoa học năm 1926.